# 揖斐藩
揖斐藩（いびはん）は、美濃国大野郡三輪村の揖斐城（現在の岐阜県揖斐郡揖斐川町三輪）を居城として、江戸時代初期まで存在した藩。豊臣政権下で曽根城主であった西尾光教が、関ヶ原の合戦後に加増を受け、揖斐城に移って成立。1623年に2代藩主が嗣子なく没し、廃藩となった。

## 歴史

### 前史
西尾光教は斎藤家・織田家・豊臣家に仕えて軍功を重ねた武将である。天正16年（1588年）に曽根城に入り、豊臣政権下では2万石を領していた（曽根藩参照）。

### 関ヶ原の合戦と揖斐藩の成立
『寛政譜』によれば、慶長5年（1600年）の関ヶ原の戦いの際の西尾光教の動きは以下の通りである。会津征伐に際して徳川家康に従おうとした光教は、大坂から所領の曽根に下った。このとき垂井に在った大谷吉継（吉隆）は、平塚為広を派遣して光教の東下を制止しようとした。光教はこれを振り切り、夜間密かに関東に向けて出立したため、これに憤った吉継は光教の所領を焼き払った。家康は小山から軍を返すが、光教は家康の本軍に先行して清洲に至り、福島正則らとともに敵情を把握し、井伊直政を介して状況を書状で報告した。美濃への進撃においては福島正則と西尾光教が現地の地理に通じていることからその先鋒となり、岐阜城の戦いで本丸を攻めた。また、島津義弘が楽田（大垣北方）から曽根城を攻めた際には、水野勝成とともに防戦にあたり、つづく大垣城の戦いにも従軍した。9月16日、大垣城本丸で抵抗を続ける福原長堯に対して矢文で和議を勧め、大垣城の開城を導いた。
戦後、これらの軍功をもって1万石が加増され、美濃国4郡（大野郡・本巣郡・加茂郡・安八郡）内において3万石を領することとなり、大野郡揖斐荘の揖斐城に入った。これにより揖斐藩が成立した。光教の時代には城下町（揖斐町）の整備が進められた。
のちに大野郡・加茂郡内5000石を外孫の西尾氏教に分与した。

### 大坂の陣と西尾光教の死去
慶長19年（1614年）の大坂冬の陣において、西尾光教は養子の嘉教（後述）とともに松平忠明の麾下に入って天王寺口に着陣し、戦後に家康から放鷹の地を与えられるなど褒賞された。慶長20年/元和元年（1615年）の大坂夏の陣においても松平忠明麾下で大和口に着陣、5月6日の道明寺の戦いで西尾勢は首級7を獲た。
同年11月19日、西尾光教は駿府において73歳で死去した。光教には嗣子がなく、外孫の西尾嘉教が跡を継いだ。『寛政譜』によれば、光教の娘は木下大膳大夫（木下吉隆）に嫁いで3子（西尾教次・嘉教・氏教）を儲けたが、木下家が絶えたのちに子とともに西尾家に戻り、3子は光教の養子となっていた。
西尾嘉教は光教の遺言として、織田信長から拝領していた「唐絵茄子」の掛軸を家康に献上した。元和3年（1617年）に領知朱印状を与えられたた。

### 廃藩
元和9年（1623年）4月2日、嘉教は34歳で死去した。嘉教には嗣子がなかったため、揖斐藩は廃藩となった。

## 歴代藩主
西尾家
外様。3万石→2万5000石。
1. 西尾光教
2. 西尾嘉教